# حسابدار رسمی (مجله)
فصل‌نامه حسابدار رسمی یکی از مجلات حرفه‌ای حسابداری ایران است. 
 این مجله با قدمتی بیش از یازده سال - از اسفند ۱۳۸۳ - هم‌اکنون به‌طور فصل‌نامه از سوی جامعه حسابداران رسمی ایران منتشر می‌شود. آخرین شماره این فصل‌نامه - شماره ۲۰ (۳۲ پیاپی) – زمستان ۱۳۹۱ منتشر شد.

## صاحب امتیاز، مدیر مسئول و سردبیر
- صاحب امتیاز: جامعه حسابداران رسمی ایران
- مدیر مسئول: نظام الدین ملک آرایی
- سردبیر: پرویز صداقت

## بخش‌های اصلی
طبق فهرست آخرین شماره منتشرشده فصل‌نامه حسابدار رسمی (۲۰، زمستان ۱۳۹۱) بخش‌های اصلی این مجله عبارتند از: سرمقاله، میز تشریح، نقد و نظر، نگاهی از درون، چالش‌های حرفه‌ای، راهبری شرکتی، کنکاش، و اطلاع‌رسانی

## بایگانی برخط
بر روی وب‌گاه رسمی جامعه حسابداران رسمی ایران، بخش مربوط به فصل‌نامه حسابدار رسمی آرشیو آنلاین شماره‌های ۸ تا ۲۰ - به صورت رایگان - در دسترس همگان قرار دارد.

## نگارخانه

جلد آخرین شماره فصل‌نامه حسابدار رسمی، شماره ۲۰ (۳۲ پیاپی) زمستان ۱۳۹۱
جلد شماره ۱۹ (۳۱ پیاپی) فصل‌نامه حسابدار رسمی،  پاییز ۱۳۹۱